# 888 (číslo)
Osm set osmdesát osm je přirozené číslo. Římskými číslicemi se zapisuje DCCCLXXXVIII. Následuje po číslu osm set osmdesát sedm a předchází číslu osm set osmdesát devět.

## Matematika
888 je:
- Abundantní číslo
- Složené číslo
- Šťastné číslo
- Palindromické číslo
- Nepříznivé číslo

## Astronomie
- (888) Parysatis je planetka hlavního pásu, kterou v roce 1918 objevil Max Wolf

## Roky
- 888
- 888 př. n. l.